# Nordhorn
Nordhorn er en by i Tyskland i delstaten Niedersachsen med omkring 55.000 indbyggere. Byen ligger ved floden Vechte ved grænsen til Holland og den tyske delstat Nordrhein-Westfalen og er administrationssæde i landkreisen Bentheim. Nabobyerne til Nordhorn er Enschede, cirka 25 km sydvest i Holland, Münster, ca. 75 km sydøst, og Osnabrück, ca. 85 km til øst.

## Historie
Den første skriftlige kilde om Nordhorn, da kendt som Northhornon, var i dokumenterne til Werden kloster fra cirka år 900.
Sent i 1100-tallet var Nordhorn blevet et handelscenter langs den flamske handelsrute, og handlede med den lokale sandsten. Over tusind skibe sejlede til Nordhorn hvert år på floden Vechte, og førte sten til Amsterdam og andre byer i Holland. I 1379 blev bosætningen rig nok til at den fik fulde byrettigheder af greven af Bentheim.
I 1839 blev det første væveri oprettet af Willem Stroink, og andre iværksættere fulgte snart efter. Tekstilindustrien førte til hurtig vækst i byen i begyndelsen af 1900-tallet.

## Eksterne links
- Wikimedia Commons har flere filer relateret til Nordhorn